# Kevin Rolland
Kevin Rolland (Bourg-Saint-Maurice, 10 augustus 1989) is een Franse freestyleskiër. Hij vertegenwoordigde zijn vaderland op de Olympische Winterspelen 2014 in Sotsji en op de Olympische Winterspelen 2018 in Pyeongchang.

## Carrière
Bij zijn wereldbekerdebuut, in januari 2006 in Les Contamines, behaalde Rolland direct zijn eerste toptienklassering. Twee jaar later stond hij in Les Contamines voor de eerste maal in zijn carrière op het podium van een wereldbekerwedstrijd. In januari 2009 boekte Rolland in Park City zijn eerste wereldbekerzege. Op de wereldkampioenschappen freestyleskiën 2009 in Inawashiro veroverde hij de wereldtitel op het onderdeel halfpipe.
In Deer Valley nam de Fransman deel aan de wereldkampioenschappen freestyleskiën 2011. Op dit toernooi legde hij beslag op de zilveren medaille in de halfpipe. Op de wereldkampioenschappen freestyleskiën 2013 in Voss eindigde hij als zevende in de halfpipe. Tijdens de Olympische Winterspelen van 2014 in Sotsji behaalde Rolland de bronzen medaille op het onderdeel halfpipe.
In de Spaanse Sierra Nevada nam de Fransman deel aan de wereldkampioenschappen freestyleskiën 2017. Op dit toernooi sleepte hij de bronzen medaille in wacht in de halfpipe. Tijdens de Olympische Winterspelen van 2018 in Pyeongchang eindigde hij als elfde in de halfpipe.
Op de wereldkampioenschappen freestyleskiën 2019 in Park City veroverde Rolland de zilveren medaille in de halfpipe.
Rolland won in zijn carrière twee keer goud op zowel de Winter X Games als op de Winter X Games Europe.

## Resultaten

### Olympische Winterspelen
| Jaar | Plaats      | Resultaat    |
| ---- | ----------- | ------------ |
| 2014 | Sotsji      | Halfpipe     |
| 2018 | Pyeongchang | 11e Halfpipe |

### Wereldkampioenschappen
| Jaar | Plaats        | Resultaten  |
| ---- | ------------- | ----------- |
| 2009 | Inawashiro    | Halfpipe    |
| 2011 | Deer Valley   | Halfpipe    |
| 2013 | Voss          | 7e Halfpipe |
| 2017 | Sierra Nevada | Halfpipe    |
| 2019 | Park City     | Halfpipe    |

### Wereldbeker
Eindklasseringen
| Seizoen   | Algm   | HP    |
| --------- | ------ | ----- |
| 2005/2006 | 70e    | 7e    |
| 2006/2007 | 115e   | 13e   |
| 2007/2008 | 54e    | 10e   |
| 2008/2009 | 6e     | Goud  |
| 2010/2011 | 31e    | 5e    |
| 2012/2013 | 51e    | 13e   |
| 2013/2015 | 32e    | 4e    |
| 2014/2015 | 15e    | Brons |
| 2015/2016 | Zilver | Goud  |
| 2016/2017 | 11e    | Goud  |
| 2017/2018 | 50e    | 8e    |
| 2018/2019 | 185e   | 35e   |

Wereldbekerzeges
| Datum            | Plaats          | Onderdeel |
| ---------------- | --------------- | --------- |
| 31 januari 2009  | Park City       | Halfpipe  |
| 19 maart 2009    | La Plagne       | Halfpipe  |
| 20 maart 2011    | La Plagne       | Halfpipe  |
| 23 augustus 2015 | Cardrona        | Halfpipe  |
| 10 maart 2016    | Tignes          | Halfpipe  |
| 17 december 2016 | Copper Mountain | Halfpipe  |